# Stephenie Meyer
Stephenie Meyer (/ˈmaɪ.ər/; nhũ danh Morgan; sinh ngày 24 tháng 12 năm 1973) là nhà văn người Mỹ, nổi tiếng với bộ tác phẩm ăn khách dành cho giới trẻ Chạng vạng  xoay quanh tình yêu giữa cô gái trẻ Bella Swan và chàng ma cà rồng Edward Cullen.
Chạng vạng đã tiêu thụ được hơn 40 triệu bản trên toàn thế giới,, dịch sang hơn 37 ngôn ngữ . Phim dựa theo Chạng vạng được phát hành tại Mỹ vào ngày 21 tháng 11 năm 2008. Meyer cũng là tác giả của cuốn tiểu thuyết khoa học viễn tưởng The Host.
Stephenie Meyer là tác giả có tác phẩm bán chạy nhất năm 2008, đã bán hơn 22 triệu bản với Chạng vạng là sách bán chạy nhất của năm .

## Tiểu sử
Stephenie Meyer sinh tại Hartford, Connecticut, là con của Stephen và Candy Morgan. Bà lớn lên tại Phoenix, Arizona cùng 5 anh chị em: Seth, Emily, Jacob, Paul, và Heidi (bà đã lấy tên của 5 anh chị em ruột để đặt tên cho các nhân vật trong bộ tiểu thuyết Chạng vạng: người sói trẻ Seth Clearwater, Emily Young, Jacob Black, Paul và Heidi). Bà theo học tại Chaparral High School, Scottsdale, Arizona và đại học Brigham Young ở Provo, Utah, nơi bà nhận bằng cử nhân Văn học Anh năm 1995 . Meyer, một thành viên của The Church of Jesus Christ of Latter-day Saints, gặp chồng bà Christian, biệt danh "Pancho", ở Arizona và lấy ông năm 1994. Họ có ba người con: Gabe, Seth, và Eli

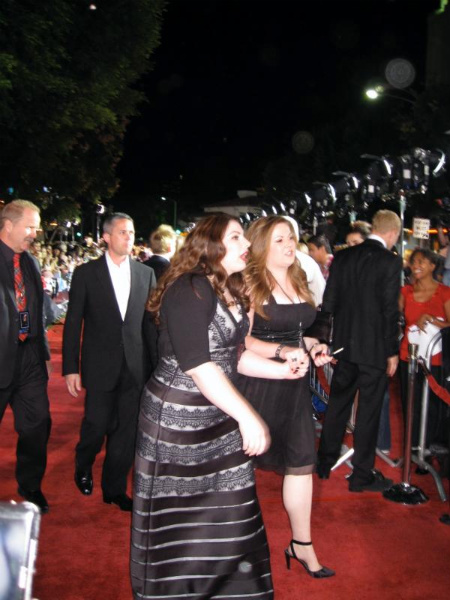
Meyer tại lễ ra mắt Chạng vạng 2008

## Tác phẩm khác
Một trong những truyện ngắn của Meyer đã xuất bản ở trong Prom Nights from Hell, tập hợp những mẩu chuyện về những đêm Prom tồi tệ dưới tác động siêu nhiên. Những tác giả khác có đóng góp là Meg Cabot, Kim Harrison, Michele Jaffe, và Lauren Myracle. Tác phẩm được phát hành tháng 4 năm 2007.
Tháng 5 năm 2008, tiểu thuyết khoa học viễn tưởng The Host được đồng phát hành bởi Little, Brown and Company; theo câu chuyện của Melanie Stryder và Wanderer, một cô gái và một kẻ xâm lăng ngoài hành tinh. The Host chiếm vị trí số một trong Bảng xếp hạng New York Times và có mặt trong danh sách trong 26 tuần .
Meyer dự đinh sẽ viết tiếp bộ truyện The Host  với các tập tiếp theo, The Soul và The Seeker

## Đã xuất bản
- Bộ tiểu thuyết Chạng vạng

1. Chạng vạng (tiểu thuyết)
2. Trăng non (tiểu thuyết)
3. Nhật thực (tiểu thuyết)
4. Hừng Đông (tiểu thuyết)
5. Cuộc đời thứ hai của Bree Tanner (tiểu thuyết)

Tác phẩm khác:
- Prom Nights from Hell (2007)
- Vật chủ (2008)

## Phê bình
Meyer nhận được nhiều lời phê bình từ Stephen King vào tháng 12 năm 2008 khi ông trả lời phóng vấn USA Weekend. Khi được hỏi rằng công việc của ông chịu ảnh hưởng từ Meyer và J.K. Rowling như thế nào, King nói: "Cả Rowling và Meyer, họ đều đang hướng tiếng nói về giới trẻ... Dù vậy giữa họ vẫn có điểm khác biệt, đó là Jo Rowling là một nhà văn tuyệt vời còn Stephenie Meyer lại không thể viết thứ đáng đọc. Cô thực sự không giỏi lắm." 